# Austrolimnophila microsticta
Austrolimnophila microsticta är en tvåvingeart som beskrevs av Alexander 1929. Austrolimnophila microsticta ingår i släktet Austrolimnophila och familjen småharkrankar. Inga underarter finns listade i Catalogue of Life.